# István Molnár
István Molnár   (Galanta, 5 de gener de 1913 - Budapest, 1 de juliol de 1983) va ser un waterpolista hongarès que va competir durant les dècades de 1930 i 1940.
El 1936 va prendre part en els Jocs Olímpics de Berlín, on va guanyar la medalla d'or en la competició de waterpolo.
En el seu palmarès també destaca el Campionat d'Europa de 1938 i la lliga hongaresa de 1944 i 1947.